# タリス・オベド・モーゼス
タリス・オベド・モーゼス（Tallis Obed Moses、1954年10月24日 - ）は、バヌアツの政治家、牧師であり、2017年7月6日からバヌアツの大統領を1期5年務めた。オベッド・モーゼス・タリスとも表記される。

## 経歴
アンブリム島西部のポート・ヴァトの出身。1964年から1967年まで小学校に通いその後様々な学校の教職を務めた後、1978年にエスピリトゥサント島南部にあるタンゴア長老派教会聖書学院に入学した。1980年から1981年にかけて、オーストラリアのシドニー・ミッショナリー・バイブル・カレッジで学び、神学と宣教の学位を取得した。1989年にはオーストラリアに戻り、アラン・ウォーカー福音主義大学で学び、同年卒業した。
エロマンガ島、アンブリム島北部のラノン、ルガンビル、バメファウでも牧師として奉仕した。オーストラリアとパプアニューギニアで宗教的な訓練と教育を受けた後、2009年と2013年にバヌアツ長老派教会のモデレーターに選出された。
2017年7月6日、在職中に死亡したボールドウィン・ロンズデール大統領の後継者として選出された。4回の投票の結果、16人の候補者の中から選ばれ（選挙人団から57票中40票を獲得）、直後に宣誓した。